# Муньос Дуке, Анибаль
Анибаль Муньос Дуке (исп. Aníbal Muñoz Duque; 3 октября 1908, Санта-Роса-де-Осос, Колумбия — 15 января 1987, Богота, Колумбия) — колумбийский кардинал. Епископ Сокорро-и-Сан-Хиля с 8 апреля 1951 по 18 декабря 1952. Епископ Букараманги с 18 декабря 1952 по 3 августа 1959. Архиепископ Нуэва-Памплоны с 3 августа 1959 по 30 марта 1968. Председатель епископской конференции Колумбии в 1966—1972. Апостольский администратор sede plena архиепархии Боготы с 15 апреля 1967 по 30 марта 1968. Титулярный архиепископ Карианы с 30 марта 1968 по 30 июля 1972. Коадъютор архиепископа Боготы, с правом наследования со 2 февраля 1969 по 29 июля 1972. Архиепископ Боготы и примас Колумбии с 29 июля 1972 по 25 июня 1984. Военный викарий Колумбии с 30 июля 1972 по 7 июня 1985. Кардинал-священник с титулом церкви Сан-Бартоломео-аль-Изола с 5 марта 1973.